# Tell Schemschara
Koordinaten: 36° 12′ 3″ N, 44° 56′ 18″ O
Tell Schemschara, auch Tell Schimschara (arabisch تل شمشارة, DMG Tall Šimšāra; in der Antike Šušarra), ist eine irakische archäologische Stätte am Kleinen Zab in der Provinz as-Sulaimaniyya. Die Stätte war, wenn auch nicht kontinuierlich, von der Hassuna-Kultur (frühes sechstes Jahrtausend v. Chr.) bis zum 14. Jahrhundert n. Chr. bewohnt. Ein kleines Archiv, das aus den Schichten der mittleren Bronzezeit (frühes zweites Jahrtausend v. Chr.) geborgen wurde, enthüllte, dass der Ort zumindest in dieser Zeit Schuscharra hieß und die Hauptstadt eines kleinen, halb unabhängigen Gebietes der Turukum war, das Māt Utêm (Land der Torwächter) hieß und von Kuwari als Gouverneur für die Hurriter regiert wurde. Heute ist der Ort teilweise vom Dukan-Stausee überflutet worden.

## Geschichte der Forschung
Der Ort wurde erstmals 1955 während einer archäologischen Untersuchung der Ranya-Ebene erfasst, die vom Stausee der geplanten Dukan-Talsperre überflutet werden sollte. 1957 begann ein dänisches Team von Archäologen mit einer Rettungsgrabung, da die Stätte nach Fertigstellung der Talsperre überschwemmt werden würde.
Die dänische Ausgrabung wurde von den Professoren Harold Ingholt, der auch den Zitadellenhügel von Hama ausgrub, und Jørgen Læssøe geleitet. Es wurde von der Carlsberg-Stiftung und der Danish Government Foundation for the Promotion of Research finanziert.
An einem Ort wurden etwa 140 Keilschrifttafeln gefunden, von denen angenommen wird, dass sie in einem Topf aufbewahrt wurden. Die Ausgrabungen wurden 1958 und 1959 von irakischen Archäologen des State Board of Antiquities and Heritage (SBAH) unter der Leitung von Abd al-Qadir at-Tekrîti fortgesetzt. Die Arbeit wurde nie veröffentlicht, aber etwa 140 schlecht erhaltene Schrifttafeln wurden in Räumen in der Nähe der Fundstelle der früheren Tafeln gefunden. Die Ausgrabungen haben ergeben, dass die Stätte mindestens ab der Hassuna-Zeit besiedelt war und die letzte Besiedlungsphase auf das 12. bis 14. Jahrhundert n. Chr. datiert. Die bei der dänischen Ausgrabung gefundenen Objekte wurden zwischen dem Irakischen Nationalmuseum und dem Dänischen Nationalmuseum aufgeteilt. Bisher wurden das prähistorische Material der Hassuna-Schichten und der Großteil der Archive aus dem zweiten Jahrtausend v. Chr. veröffentlicht.
Im Jahr 2012 führten Teams des Niederländischen Instituts für den Nahen Osten und des Central Zagros Archaeological Project (CZAP) im Rahmen eines größeren archäologischen Projekts, das sich auf die gesamte Ranya-Ebene konzentrierte, neue Untersuchungen an der Stätte durch.
Ein Hochwasser verhinderte die Arbeit in den Jahren 2016–2017, aber im Oktober 2018 ermöglichten niedrige Pegel eine kurze Arbeitssaison.

## Der Standort und seine Umgebung
Tell Schemschara liegt am Kleinen Zab, einem Nebenfluss des Tigris. Seine strategische Lage in der nordöstlichen Ecke der Ranya-Ebene im Zagros-Gebirge gab Schemshara die Kontrolle über Reiserouten in alle Richtungen, insbesondere nach Norden und Osten. Schemshara ist ein Tell oder Siedlungshügel, der in zwei Teile geteilt werden kann; ein hoher Haupthügel und ein langgestreckter Unterhügel. Der Haupthügel hat einen Durchmesser von 60 m und eine Höhe von 19 m, während der Unterhügel 270 m lang und 6 m hoch ist. Schemschara ist jetzt teilweise unter dem Dukan-See versunken. Seit 1957 wurde durch Erosion 164.000 Kubikmeter Erde rund um Schemschara abgetragen, so dass der Tell bei Hochwasser zu einer Insel wird.

## Besiedlungsgeschichte
Die Ausgrabungen am Haupthügel enthüllten 16 Siedlungsschichten, die von der Hassuna-Zeit (frühes sechstes Jahrtausend v. Chr.) bis zum 14. Jahrhundert n. Chr. reichen. Eine einzelne Radiokohlenstoffprobe aus der untersten Ebene des Tell (3 m unter Schicht 16) lieferte ein Datum von 7320–7180 v. Chr. (IntCal13).

### Hassuna-Zeit
Die Schichten 16–9 stammen aus der Hassuna-Zeit. Charakteristisch für diese Stufe waren Steinreihen, die von den Ausgräbern als Fundamente für Lehmziegelmauern gedeutet werden, ein Kieselboden und ein Tonbecken in der letzten Besiedlungsschicht. Keramik, die nur in den Schichten 13–9 reichlich gefunden wurde, zeigt stilistische Verbindungen zu denen von Hassuna und Tell es Sawwan. Obsidian war das bevorzugte Material für Steinwerkzeuge, wobei Feuerstein nur 15 Prozent der Gesamtmenge ausmachte. Während der Feuerstein vor Ort beschafft wurde, stammte der Obsidian aus zwei Quellen in der Osttürkei – eine noch nicht identifizierte, die andere aus dem Gebiet des Vulkans Nemrut Dağ, mehr als 300 km von Schemschara entfernt. Ein Unikat in dieser Assemblage ist ein Dolch von über 35,5 cm Länge, der durch einen Brand in vier Teile zerbrochen ist. Andere Artefakte, die an der Stätte gefunden wurden, umfassen Steinschalen, Armbänder und Mahlsteine sowie kleine Objekte aus Knochen.

### Uruk und Dschemdet-Nasr-Zeit
Während der Haupthügel nach der Hassuna-Zeit anscheinend verlassen wurde, wurde in der Unterstadt spärliches archäologisches Material aus der Uruk- (4. Jahrtausend v. Chr.) und der Dschemdet-Nasr-Zeit (frühes 3. Jahrtausend v. Chr.) gefunden.

### Mittlere Bronzezeit
Sowohl der Haupthügel als auch der untere Hügel wurden während der mittleren Bronzezeit (frühes 2. Jahrtausend v. Chr.) wieder besiedelt. Die Schichten 8–4 auf dem Haupthügel können dieser Periode zugeordnet werden und sind hurritischer Natur. Die Ausgrabungen fanden eine Reihe von Gräbern mit Bronzewaffen auf dem Haupthügel sowie eine Lehmziegelplattform. In der Unterstadt wurde ein kleiner Teil eines Palastes ausgegraben und in drei seiner Räume ein kleines Archiv mit Tontafeln gefunden. Der Palast wurde durch ein Feuer zerstört, was die Forscher durch die Analyse des Palastarchivs auf das Jahr 30 der Herrschaft von Šamši-Adad I. von Assyrien – ungefähr das erste Viertel des 18. Jahrhunderts v. Chr. – datierten.
Das Archiv bestand aus 146 Tontafeln oder Fragmenten, die in zwei Gruppen gefunden wurden, von denen sich ein kleiner Teil mit der Verwaltung der Stadt befasste, während der größte Teil aus Briefen bestand, die an einen bestimmten Kuwari gerichtet waren. Einige Fragmente waren Teil der Tonumschläge, in denen diese Briefe verschickt wurden. Die Texte wurden in Akkadisch verfasst und enthüllten, dass der Ort während dieser Zeit Schuscharra hieß und Kuwari unterstand. Chronologisch lässt sich das Archiv in zwei Teile unterteilen, einen für die Zeit, in der Schemschara die Hauptstadt eines kleinen halbunabhängigen Königreichs war, und einen für die Zeit, nachdem Kuwari ein Vasall des Šamši-Adad I. wurde, der zu dieser Zeit bereits Mari und Šubat-Enlil erobert hatte und nun im Zagros-Gebirge kämpfte. Zusammen dauern diese beiden Perioden nicht länger als drei Jahre. Die Briefe aus dem Archiv zeigten auch, dass Kuwari in dieser Zeit mit turukkäischen Flüchtlingen fertig werden musste, die aus dem Osten kamen und vor einem Krieg mit Gutäern flohen. Diese Ereignisse wurden auch in dem Archiv von Mari gefunden.

### Islamische Zeit
Die obersten Kulturschichten von 1–3 stammen aus der islamischen Periode im Mittelalter.

## Referenzen
- Abu Al-Soof: Uruk pottery from the Dokan and Shahrazur districts. In: Sumer. Band 20, 1964, ISSN 0081-9271, S. 37–44.
- Abu Al-Soof: Distribution of Uruk, Jamdat Nasr and Ninevite V Pottery as Revealed by Field Survey Work in Iraq. In: Iraq. Band 30, Nr. 1, 1968, S. 74–86, JSTOR:4199840.
- Jesper Eidem: The Shemshāra archives 2. The administrative texts. In: Historisk-Filosofiske Skrifter. Band 15. Kongelige Danske videnskabernes selskab, Kopenhagen 1992, ISBN 87-7304-227-7.
- Jesper Eidem und Jørgen Læssøe: The Shemshara archives 1. The letters. In: Historisk-Filosofiske Skrifter. Band 23. Kongelige Danske videnskabernes selskab, Kopenhagen 2001, ISBN 87-7876-245-6.
- Peder Mortensen: Tell Shimshara. The Hassuna period. In: Historisk-Filosofiske Skrifter. Band 5, 2. Kongelige Danske videnskabernes selskab, Kopenhagen 1970, OCLC 562453801.
- Central Zagros Archaeological Project. (czap.org [abgerufen am 15. Dezember 2013]).

## Weiterführende Literatur
- Behnam Abu Soof: Mounds in the Rania Plain and Excavations at Tell Basmusian (1956). In: Sumer, Vol. 26, S. 65–104, 1970
- Jesper Eidem: News from the eastern front: the evidence from Tell Shemshāra. In: Iraq. Band 47, 1985, S. 83–107, JSTOR:4200234.
- Jorgen Lessee: IM 62100 - A Letter From Tell Shemshara. In: Studies in Honor of Benno Landsberger, Assyriological Studies 16, Oriental Institute of Chicago, S. 189–196, 1965
- Jorgen Laessøe: The Shemshara tablets : a preliminary report. In: Arkaeologisk-Kunst historiske Meddelelser udgivet of Det Kongelige Danske Videnskabernes Selskab. Band 4, Nr. 3, 1959.
- Jorgen Laessøe: The towers of Shemshara, G. Barjamovic et al., Akkade is King. A collection of papers by friends and colleagues presented to Aage Westenholz on the occasion of his 70th birthday 15 May 2009 (PIHANS 118). 2011, S. 79–91.